# Ен Хејдон Џоунс
Ен Хејдон Џоунс (енгл. Ann Haydon Jones; 7. октобар 1938) бивша је енглеска тенисерка, која је позната по томе што је освојила Вимблдон у појединачној конкуренцији 1969. године.

## Каријера
Џоунсова је рођена у Кингс Хиту, у Бирмингему. Њени родитељи су били истакнути стонотенисери, а отац Адријан је био британски број 1. 
Године 1956. она је освојила титулу у синглу на Вимблдону за јуниорке. Упркос жестокој конкуренцији која је била шездесетих година у женском тенису, освојила је два првенства Француске (1961 и 1966) и стигла до финала првенства САД (1961).
На оба првенства, у Вимблдону и САД 1967. је изгубила у финалу. Две године касније, поново је у финалу Вимблдона. Овај пут, Џоунсова је освојила најважнију титулу у каријери победивши Били Џин Кинг у три сета. Након тог успеха, BBC је прогласио за спортску личност године. Била је први носилац на УС Опену 1969, али се повукла пре почетка турнира. После је знатно мање наступала на турнирима, играла је у Јужној Африци успешно где осваја два турнира. Укупно је освојила 113 титула у каријери, од тога по три гренд слема у појединачној и конкуренцији парова, док је победила и на једном у мешовитој конкуренцији.
Од 30. августа 1962, била је удата за бизнисмена Филипа Џоунса, који је био тридесет и једну годину старији од ње. Године 1985. примљена је у тениску Кућу славних.

## Гренд слем финала

### Појединачно (9)
| Исход  | Година | Турнир                       | Подлога | Противница    | Резултат      |
| Победа | 1961   | Првенство Француске          | шљака   | Јола Рамирез  | 6–2, 6–1      |
| Пораз  | 1961   | Првенство САД                | трава   | Дарлен Хард   | 6–3, 6–4      |
| Пораз  | 1963   | Првенство Француске          | шљака   | Лесли Тарнер  | 2–6, 6–3, 7–5 |
| Победа | 1966   | Првенство Француске          | шљака   | Ненси Ричи    | 6–3, 6–1      |
| Пораз  | 1967   | Вимблдон                     | трава   | Били Џин Кинг | 6–3, 6–4      |
| Пораз  | 1967   | Првенство САД                | трава   | Били Џин Кинг | 11–9, 6–4     |
| Пораз  | 1968   | Првенство Француске          | шљака   | Ненси Ричи    | 5–7, 6–4, 6–1 |
| Пораз  | 1969   | Отворено првенство Француске | шљака   | Маргарет Корт | 6–1, 4–6, 6–3 |
| Победа | 1969   | Вимблдон                     | трава   | Били Џин Кинг | 3–6, 6–3, 6–2 |